# Lys Assia
Pour les articles homonymes, voir Schärer et Assia.
Rosa Mina Schärer, dite Lys Assia, née le 3 mars 1924 à Rupperswil dans le canton d'Argovie et morte le 24 mars 2018 à Zollikerberg dans le canton de Zurich, est une chanteuse suisse.
Elle est la première gagnante du Concours Eurovision de la chanson qu'elle remporta en 1956 pour la Suisse avec la chanson Refrain.

## Biographie

### Débuts
Lys Assia naît le 3 mars 1924 à Rupperswil en Suisse. Elle est la fille de Frederic Schärer, propriétaire d'une entreprise de plomberie, et d'une mère d'origine noble. La famille Schärer vit alors à Zurich. Dès son plus jeune âge, Lys suit des cours de danse classique. Elle étudie ensuite au Conservatoire et à l'Académie des Arts de Zurich. Contre l'avis de sa mère, elle décide de se lancer dans une carrière artistique.
Lys Assia fait ses débuts sur scène, alors qu'elle a seize ans. Elle se produit comme danseuse de revue au Corso de Zurich. Après le déclenchement de la Seconde Guerre mondiale, elle intègre les ballets Riva et se produit devant les troupes françaises. Elle chante pour la première fois en public à Nice en 1942 puis intègre l'orchestre d'Eddie Bruner. La même année, le label discographique La Voix de son maître, à la recherche de nouveaux talents, la repère et lui fait signer son premier contrat d'enregistrement.
Après la guerre, Lys Assia est engagée par Radio Basel. Elle entame avec l'orchestre de la radio, plusieurs tournées à l'étranger qui l'amènent à se produire notamment à Madrid et à Paris. En 1948, elle remplace dans une revue du Club des Champs-Élysées, la chanteuse Joséphine Baker, tombée malade. Elle se montre si convaincante que les producteurs du spectacle l'engagent pour la saison.
Lys Assia conquiert le marché allemand en 1950, avec la chanson O Mein Papa, tirée de l'opérette Das Feuerwerk (Le feu d'artifice - connue également sous le nom de Der schwarze Hecht - Le cygne noir), composée par Paul Burkhard.
Parallèlement, elle entame une carrière au cinéma et tourne dans une dizaine de films.
En 1953, Lys Assia épouse l'industriel zurichois Henry Kunz, dont elle a une fille, Maja. Kunz meurt d'un arrêt cardiaque, en 1957.

### Participations au Concours Eurovision de la chanson

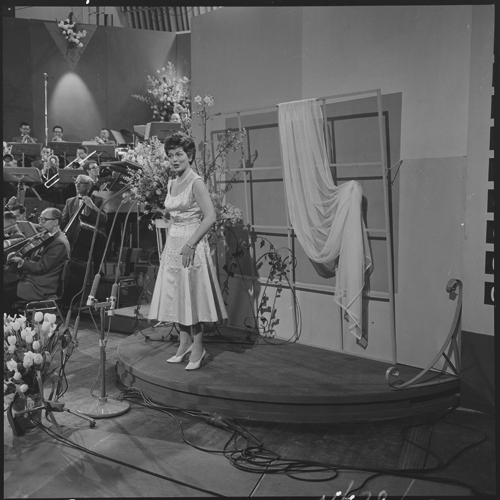
Lys Assia au Concours Eurovision de la chanson 1958 à Hilversum.

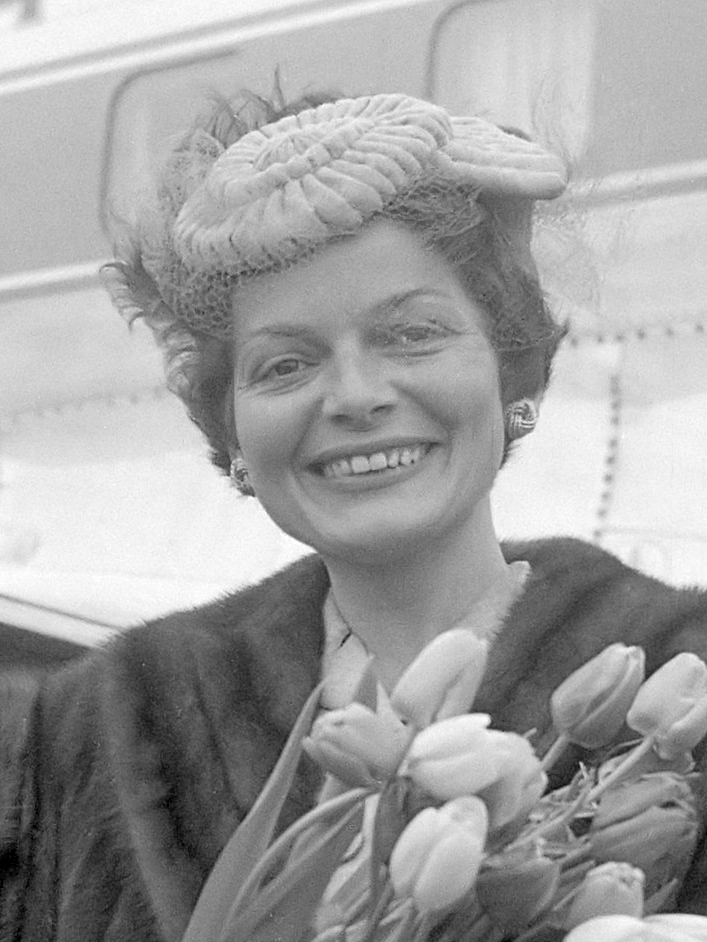
Lys Assia en 1957.

En 1956, Lys Assia participe simultanément aux sélections nationales allemande et suisse pour la toute première édition du Concours Eurovision de la chanson. Elle échoue à la sélection allemande avec Ein Kleiner Goldener Ring (Un petit anneau d'or) mais remporte la sélection suisse. Les règles de l'époque permettant à chaque pays de présenter deux chansons, Lys chante deux fois pour la Suisse. Lors du Grand Prix Eurovision de la chanson européenne 1956 se tenant le 24 mai à Lugano, elle interprète tout d'abord en allemand, Das alte Karussell (Le vieux carrousel), puis en français, Refrain sous la direction du chef d'orchestre Fernando Paggi.
Pour la seule fois de l'histoire du concours, la procédure de vote demeura secrète. Les résultats complets ne furent jamais publiés et les bulletins de vote du jury détruits immédiatement. Il n’y eut ni deuxième, ni dernière place. Le président du jury, Rolf Liebermann, monta simplement sur scène pour annoncer la victoire de Refrain. Lors de la reprise de sa chanson, Lys Assia, sous le coup de l'émotion, s'interrompit à la première strophe. Elle s'en excusa : « Je suis tellement émotionnée. Je regrette. On recommence. ». Elle se reprit alors et put interpréter une seconde fois Refrain, sous les applaudissements du public.
Elle représente à nouveau la Suisse au Concours Eurovision en 1957, avec la chanson L'Enfant que j'étais, avec laquelle elle termine huitième. Puis, en 1958, avec la chanson Giorgio, avec laquelle elle termine deuxième. À cette occasion, elle devient la première participante de l'histoire du Concours Eurovision à interpréter une chanson recourant à deux langues, l'allemand et l'italien.
Lys Assia fait partie des cinq seuls artistes à avoir participé au Concours Eurovision, à trois reprises consécutives. Les quatre autres sont la Néerlandaise Corry Brokken, l'Autrichien Udo Jürgens, la Norvégienne Ellen Nikolaysen et la Saint-Marinaise Valentina Monetta.
Pendant près de sept décennies, Lys Assia demeure la seule Suissesse à avoir remporté le Concours Eurovision. La deuxième victoire de la Suisse, en 1988, fut en effet remportée par Céline Dion, d'origine canadienne. La troisième est toutefois à nouveau pour une personnalité suisse, avec Nemo en 2024.

### Apogée et retraite
Lys Assia continue sa carrière et devient l'une des chanteuses les plus demandées en Allemagne, en Autriche et en Suisse. Elle publie ses chansons simultanément sur les labels Decca et Philips. Sa carrière est à son apogée et elle enchaîne les succès commerciaux. Elle se produit à Paris, New York, Madrid ou encore Buenos Aires. Elle joue devant la reine Élisabeth II ou le roi Farouk et partage la scène avec Dean Martin et Marlène Dietrich.
En 1962, Lys Assia publie un dernier album, qui se classe dans les classements allemands, Die Sterne von Syrakus. L'année suivante, elle épouse Oscar Pedersen, consul général du Danemark à Zurich. Celui-ci est également le propriétaire d'une chaîne d'hôtels, présente en Europe, au Japon et en Amérique du Sud. Il baptise en son honneur son nouvel hôtel de Lübeck : Lysia. Lys décide alors d'interrompre sa carrière et de s'investir dans l'entreprise commerciale de son mari.
En 1985, Lys Assia est l'hôte d'honneur de la trentième édition du Concours Eurovision. Elle fut introduite par la présentatrice, Lill Lindfors. La caméra fit un plan sur Lys, qui se leva pour saluer le public, tandis que l’orchestre jouait la partition de Refrain, sa chanson gagnante.

### Retour à la scène

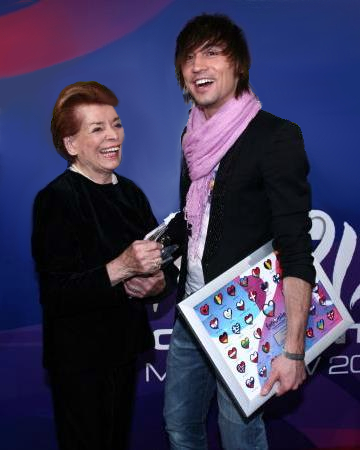
Lys Assia et Dima Bilan, gagnant de l’édition 2008 du concours à Moscou en 2009, lors de la cérémonie des tirages au sort.

En 1995, Lys Assia et son mari sont victimes d'un grave accident de la route, dans le sud de la France. Oscar Pedersen décède sur place et Lys est grièvement blessée. Durant cinq mois, elle devra se déplacer en fauteuil roulant. L'année suivante, elle est victime d'un accident vasculaire cérébral. Une opération d'urgence lui permet de s'en remettre. Lys décide alors de s'installer de façon permanente à Cannes et de remonter sur scène.
Ainsi, en février 2002, elle donne un concert au Friedrich Ebert Halle de Hambourg et en mars de la même année, une série de spectacles au Théâtre de Madame Lothár à Brême. En 2003, elle publie un nouvel album comportant 14 chansons inédites. Toujours en 2003, elle fait une apparition lors de la cérémonie d'ouverture du quarante-huitième Concours Eurovision. Après les salutations d'usage, les présentateurs, Marie N et Renārs Kaupers, furent mis en communication satellite avec Lys, depuis Nicosie. Ils échangèrent quelques mots :
- Marie N : « Lys, please, can you tell us how it was, the first Eurovision song contest ? »
- Lys : « It was fun, I won ! »

En 2005, Lys Assia publie un autre album et revient s'installer à Zurich, à la suite de l'attaque de sa résidence cannoise par des cambrioleurs. En octobre, elle participe à Congratulations : 50 ans du Concours Eurovision de la chanson, une émission de télévision organisée par l'Union européenne de radio-télévision pour célébrer le cinquantième anniversaire du Concours Eurovision de la chanson et déterminer la meilleure chanson présentée durant ces cinquante années. Lys y chante Refrain et introduit l'une des chansons finalistes.
En 2007, Lys Assia participe au Grand Prix der Volksmusik, avec la chanson Sag mir wo wohnen die Engel (Dis-moi où vivent les anges), qu'elle interprète en duo avec Beatrice Egli. Elle termine douzième, lors de la grande finale, à Vienne.
En 2008, Lys Assia revient sur la scène du Concours Eurovision, à Belgrade. Lors de la deuxième demi-finale, elle lance le télévote. En 2009 à Moscou, elle remet le trophée de la victoire au vainqueur, Alexander Rybak, en compagnie de Dima Bilan.
En 2011, le réalisateur suisse Andres Brütsch tourne un film sur sa vie. Et en septembre de la même année, Lys Assia se présente à la sélection suisse pour le Concours Eurovision de la chanson 2012. Sa chanson, C'était ma vie, est écrite par Jean-Paul Cara et composée par Ralph Siegel. Lys termine huitième en finale. Elle retente sa chance en 2012, à la sélection suisse pour le Concours Eurovision de la chanson 2013. Sa chanson, All in Your Head, est à nouveau composée par Ralph Siegel. Elle l'interprète avec le groupe de rap new jack swing, mais est éliminée durant la phase préliminaire.

### Les annéesbonus
Lys Assia fait une apparition au Concours Eurovision de la chanson 2012 à Bakou et au Concours Eurovision de la chanson 2013 à Malmö.
Elle est présente en 2015 à la soirée spéciale Best-of organisée par la BBC à Londres pour fêter les 60 ans du Grand Prix Eurovision de la chanson. Elle y est couronnée Reine de l'Eurovision.

### Mort
Elle meurt le 24 mars 2018 a l’âge de 94 ans à Zollikerberg, en Suisse.

## Discographie

### Albums
- 1956 : Arrivederci Roma
- 1956 : Was kann schöner sein
- 1957 : Deine Liebe
- 1957 : Mi casa su casa
- 1958 : Mélodie d'amour
- 1958 : Giorgio
- 1959 : Wenn die Glocken hell erklingen
- 1960 : La golondrina
- 1961 : Johnny nimm das Heimweh mit
- 1962 : Die Sterne von Syrakus
- 2003 : Sehnsucht nach Dir
- 2005 : Lady in Blue
- 2008 : Refrain des Lebens

### Singles
- 1950 : Oh Mein Papa
- 1954 : Holland Mädel
- 1955 : Jolie Jacqueline
- 1956 : Ein kleiner goldener Ring
- 1956 : Refrain
- 1956 : Das alte Karussell
- 1957 : L'Enfant que j'étais
- 1958 : Giorgio
- 1961 : Glocken der Liebe
- 1962 : Die Sterne von Syrakus
- 2004 : Manchmal hilft ein kleines Lied
- 2004 : Sehnsucht nach Dir
- 2005 : Rom lag im Schnee
- 2005 : Wieder nach Athen

## Filmographie
- 1952 : Palast Hotel
- 1952 : Illusion in Moll
- 1953 : Die Kaiserin von China
- 1953 : Schlagerparade
- 1954 : Ball der Nationen
- 1955 : Ein Mann vergißt die Liebe
- 1956 : Die Fischerin vom Bodensee
- 1956 : Oberstadtgass
- 1957 : Die Beine von Dolores
- 1957 : Es wird alles wieder gut
- 1957 : Weiße Nächte
- 1962 : Haifischbar (série télévisée)